# Zolpidem
Zolpidem (nomes comerciais: Ambien, Stilnox, entre outros) é um fármaco hipnótico (indutor do sono), do grupo das imidazopiridinas, não-benzodiazepínico, de rápida ação e de curta meia-vida. Possui eficácia semelhante aos benzodiazepínicos no tratamento dos distúrbios do sono, possui um rápido inicio de atividade associado a uma modesta depressão psicomotora no dia seguinte ao seu uso apresenta poucos efeitos amnésicos. Não há evidências de efeito rebote desse medicamento, quando interrompido após o uso recomendado, entretanto pode ocorrer insônia se for administrado em doses mais altas e apesar da redução do sono de ondas lentas não existe qualquer relato de distúrbio na secreção dos hormônios do eixo hipofisário ou nas suprarrenais. Sua utilização por semanas resulta em tolerância sobre os padrões do sono.
É utilizado para o tratamento a curto prazo da insônia (de 2 e 6 semanas).
Em 2011 foi aprovado pelo FDA a marca Intermezzo que consiste numa dose baixa de zolpidem para quem acorda no meio da noite e não consegue voltar a dormir.

## Efeitos colaterais
O Zolpidem deve ser usado com cautela e por um período curto de tempo, pois tem um potencial de causar dependência física e psíquica com seu uso constante, efeitos indesejáveis tais como fadiga, irritabilidade e cefaléia podem ser observados no dia seguinte ao uso do medicamento e usualmente são discretos e intimamente ligados à dose e susceptibilidade de cada paciente, seu efeito hipinótico dura por até 15 meses e estudos comprovaram que quando utilizado em doses de 5 a 10 mg por um período de 28 dias contínuos não alteram significativamente os estados de alerta e concentração dos pacientes.
Os seus efeitos colaterais mais comuns são:
- Amnésia anterógrada
- Descoordenação motora
- Fadiga
- Tonturas
- Alucinações
- Diminuição da libido[5]
- Sonambulismo[6]

## Interações medicamentosas
Associações a serem evitadas: 
- álcool.
- Deve ser evitada a sua ingestão com alimentos, pois isso diminui a sua biodisponibilidade.[7]
- Depressão do Sistema Nervoso Central no caso de sua utilização conjuntamente com antipsicóticos, hipnóticos, ansiolíticos/sedativos, agentes antidepressivos, analgésicos narcóticos, anestésicos e anti-histamínicos, podendo aumentar também o estado de sonolência e o comprometimento psicomotor, sendo portando aconselhável não dirigir durante o período de tratamento.
- Quando utilizado com analgésicos narcóticos, pode ocorrer aumento da sensação de euforia levando a ocorrência de dependência psicológica.[8]

Associações que devem ser monitoradas cuidadosamente: outros depressores do sistema nervoso central (p. ex., benzodiazepínicos).
A Fluvoxamina (Antidepressivo) causa um aumento dos efeitos do Zolpidem, por ser um inibidor do citocromo P450, devendo ser utilizado com cautela. Assim como o antibiótico Ciprofloxacina por ser um inibidor da enzima CYP1A2.

## Mecanismo de ação
Acredita-se que seus efeitos se devam a sua alta afinidade pelos receptores GABA A, que modulam a transmissão sináptica em todo SNC, mais precisamente sua subunidade α1, com menores afinidades pelas subunidades  α2 e α3, e com pouca ou nenhuma afinidade pelo α5. Possuí grandes propriedades hipnóticas, e em menores proporções, ansiolíticas, relaxantes musculares e anticonvulsivantes.
Os receptores benzodiazepínicos intensificam a resposta de ligação ao GABA facilitando a abertura dos canais de Cloreto por eles ativados ligando-se a um sitio alostérico regulatório específico, não alterando a sua condutância ou o seu tempo médio de abertura.
Quando comparado aos benzodiazepínicos tradicionais, o zolpidem apresenta poucas diferenças nos resultados obtidos, como latência do sono, duração total do sono, número de despertares e na qualidade do sono, com a vantagem de não apresentar os mesmos efeitos adversos que esses.

## Metabolismo
Zolpidem é prontamente absorvido no trato gastrointestinal, sendo que seu metabolismo de primeira passagem apresenta uma biodisponibilidade, quando ministrado via oral, de cerca de 70% porém quando ingerido com alimentos essa biodisponibilidade é menor pois sua absorção se torna mais lenta e ocorre um aumento do fluxo sanguíneo hepático. É eliminado pelo fígado através do processo de oxidação dos grupos metilas existentes em seus anéis fenila e imidazopiridina e hidroxilação pela enzima CYP3A4 hepática. Sua meia vida é de aproximadamente 2h em indivíduos com funções hepáticas normais.
Sua via de depuração são os rins e embora poucas moléculas do fármaco sejam encontradas na urina, em indivíduos com insuficiência renal crônica a sua eliminação é mais lenta.